# Codicologia
La codicologia è la disciplina che studia i libri manoscritti antichi e medievali e in parte anche umanistici e rinascimentali. Di queste testimonianze indaga gli aspetti materiali dal punto di vista della sostanza e della qualità, gli aspetti storici, ovvero come questi materiali sono cambiati nel corso del tempo, e infine gli aspetti artigianali, ovvero quali sono le tecniche e le fasi di produzione adottati dall’artigiano nella creazione del libro.

## Origine del termine
Come termine in realtà è stato coniato in tempi relativamente recenti. La sua "invenzione" viene contesa tra due studiosi: Charles Samaran, che in realtà aveva coniato il termine codicografia, da paleografia, per difendere l’autonomia dell’allora chiamata scienza del manoscritto, e Alphonse Dain, che invece creò il termine codicologia e lo utilizzò per la prima volta nel corso di filologia greca da lui tenuto nel 1944. Il termine rimase pressoché inutilizzato sino al 1949, data di pubblicazione della sua celebre opera Les manuscrits, nella quale fra l'altro rivendicava la paternità del termine, sottolineando anche come tale definizione si fosse oramai acclimatata nel lessico di numerosi studiosi.
La codicologia prende il nome da codice, codex, termine con cui originariamente si indicava il tronco d’albero. Di conseguenza quando si è iniziato ad utilizzare il legno trattato e lavorato come supporto,  ha iniziato ad indicare anche le tavolette di legno cerate su cui si scriveva. Poi, siccome queste tavolette venivano solitamente raccolte ad anelli in blocchi di due, tre o via dicendo, nell’età cristiana passò ad indicare i blocchetti di papiro o pergamena cuciti insieme, che erano una sorta di antenato del codice vero e proprio. Codice quindi indica la forma libraria conservata fino al giorno d’oggi, e che progressivamente dal I secolo d.C. sostituì il volumen, ovvero il rotolo di pergamena o papiro in uso nella civiltà egiziana e poi greca e romana, ma si riferisce anche al libro manoscritto nella sua concreta materialità, quella in cui l’idea astratta dello scrittore si realizza fisicamente tramite editore per raggiungere il suo estremo opposto, ovvero i lettori. E dato che i libri manoscritti sono delle vere e proprie testimonianze materiali dell’epoca  a cui appartengono, bisogna indagarne anche il sostrato ideologico e successivamente anche l’iter che ha poi seguito per arrivare fino ai giorni nostri. In questo modo si arriva a ricostruire la storia di ogni paese alle radici dalla sua cultura e delle sue committenze.
Dato che la codicologia studia direttamente anche il testo ed il contenuto del libro manoscritto, si intreccia anche con altre discipline che in modo o nell’altro hanno lo stesso oggetto di studio, come la paleografia, che studia l’evolversi della scrittura nei vari domini linguistici, e la filologia, che invece attraverso l’analisi critica e comparativa delle fonti cerca l’interpretazione del testo che sia la più corretta possibile.

## Evoluzione storica della disciplina
La codicologia in realtà nella sua sostanza esisteva già molto tempo prima che il termine venisse coniato, anche se inizialmente veniva trattata come disciplina particolarmente legata alla paleografia. Il primo ad aprire nuove prospettive sullo studio dei testi fu Bernard de Montfaucon con la pubblicazione del suo trattato Paleografia Greca (1708). In questo trattato descrisse l'evoluzione storica del disegno delle lettere dell'alfabeto greco, le abbreviazioni, le formule ufficiali e diplomatiche ed il metodo da seguire per la decifrazione dei manoscritti. Quindi non solo aveva posto le basi della scienza paleografica greca, ma per la prima volta si indagava l’origine dei codici cercando quelle informazioni che oggi si considerano indispensabili per svolgere l’analisi filologica, intuendo che scrittura e cultura siano legate da un rapporto stretto e consequenziale.
Un altro passo in avanti verso la nascita della disciplina si ebbe solo un secolo dopo, tra il 1825 e il 27, anni nei quali un bibliotecario tedesco chiamato Friedrich Adolf Ebert, che tra l’altro aveva già pubblicato un opuscolo sulla formazione del bibliotecario, pubblicò due tomi in cui in sostanza divideva nettamente la scienza dei manoscritti in primis dalla diplomatica, che studia i documenti di interesse storico o erudito per accertarne l'autenticità o la provenienza, e in secondo luogo dall’epigrafia, che invece si occupa della lettura e dell'interpretazione delle epigrafi (in particolare quelle scritte nelle lingue morte). Quindi Ebert intuì che lo studio dei manoscritti potesse essere trattato come una disciplina indipendente, divisa dalle altre che si occupano anche solo in parte dei manoscritti, ma ancora non c’era stata quella vera e propria divisione dei compiti e delle componenti che invece si ebbe progressivamente solo nel corso del Novecento.
Nel 1909 Ludwig Traube, spingendosi ancora più avanti di Ebert, individuò nella paleografia una "paleografia storica", che si interessa delle glosse, delle note marginali e dei segni di rimando, e una "storia delle biblioteche", che invece indaga il manufatto come prodotto di un centro scrittorio, come parte di una struttura e come testimonianza culturale e materiale. Inoltre attribuiva alla paleografia generale il compito di leggere i testi, datarli e localizzarli. Quindi ancora questa scienza era strettamente legata alla filologia. Questa divisione diventò più netta solo nella Francia degli anni 20 e 30 del Novecento in Francia: per primo Charles Saraman, che coniò il termine codicografia, e più tardi Alphonse Dain, che oltre a coniare il termine codicologia, individuò e descrisse anche i compiti che sono affidati a questa disciplina: la storia dei manoscritti, la loro evoluzione, la catalogazione, la ricerca della loro attuale ubicazione, ecc. Per contro, alla paleografia vengono affidati invece lo studio della scrittura e della materia scrittoria, la sua illustrazione e come è stato confezionato il libro. Quindi c’è stata una divisione più che altro sul piano terminologico.
Due date particolarmente importanti che bisogna ricordare sono il 1950 e il 1956, anni nei quali sono usciti due fascicoli della rivista Scriptorium, la più nota rivista di paleografia e codicologia, in cui il fondatore François Masai sosteneva per la prima volta che paleografia e codicologia hanno il diritto di esistere come due discipline separate negli ambiti di ricerca e nei metodi, affermando che la paleografia come disciplina storica debba studiare i testi antichi ponendo l’attenzione a tutti gli scritti a prescindere dal loro supporto, mentre considerava la codicologia come una disciplina archeologica che nel pratico studia i manoscritti per approfondirne la conoscenza.
L'affermazione di François Masai aprì la strada ad una nuova prospettiva che da quel momento in poi venne portata avanti da altri studiosi. Ad esempio Léon Marie Joseph Delaissé la estese alla storia del libro medievale intendendo la codicologia come interpretazione del materiale e dei fatti del libro in relazione al contenuto, o ancora Gilbert Ouy, che invece asseriva che i manoscritti costituiscono un ramo della bibliografia che va studiato come gli archivi, in quanto il manoscritto è anche un fenomeno culturale che può essere studiato sotto vari punti di vista. Oltre a loro due negli stessi anni anche Albert Deronez e Albert Gruys seguirono le parole del Masai, facendo anche un’ulteriore suddivisione interna della disciplina, dividendola in codicologia in lato sensu, che studia il manoscritto come fenomeno storico-culturale, e la codicologia in stricto sensu, ovvero l’analisi archeologica del libro nonché punto di partenza della codicologia generale. Successivamente, da Gumbert, la disciplina venne tripartita in codicologia archeologica che analizza il manoscritto come oggetto ad unicum, una codicologia tecnica, che appunto analizza le tecniche di fabbricazione del libro, ed una codicologia che esamina i libri come fenomeno culturale.
La prima applicazione concreta di questi studi teorici venne applicata da Léon Gilissen, la cui straordinaria esperienza venne raccolta nei Prolégomènes à la Codicologie, pubblicati nel 1977.

## Fasi di studio
Come studia e analizza la codicologia si può dividere in diverse fasi alle quali ovviamente si affidano diversi compiti:
- Nella prima fase si descrive il manoscritto con metodi scientifici, in modo tale da sintetizzarne le caratteristiche anche per quegli studiosi che non possono trattare fisicamente il manoscritto.
- A seconda delle caratteristiche si vanno poi a cercare delle congruenze con altri manoscritti in modo tale da fare dei raggruppamenti. In questo modo ad esempio si può individuare un gruppo di manoscritti riconducibili alla stessa mano o allo stesso centro scrittorio.
- Successivamente si contestano storicamente i manoscritti,
- Per poi catalogarli o inventariarli con metodologie diversificate. Sia che si tratti di una biblioteca singola, che di una collezione, ma anche per epoca, per tipologia e via dicendo.

## Studi, riviste, risorse
L'interesse per tale studio nasce in Germania col nome di Handschriftenkunde, “arte o scienza del manoscritto”, termine ancora in uso nei paesi di lingua tedesca. In Italia non si nota un interesse particolare per questa disciplina: le principali riviste relative al settore sono infatti per lo più di area nord europea. Vanno in particolare citate:
- “Scriptorium” (franco-belga) fondato nel 1946, semestrale, che raccoglie i saggi di varie discipline più un bollettino che raccoglie la bibliografia degli studi codicologici;
- “Codicologica” (olandese) fondata nel 1976 e orientata verso riflessioni metodologiche (organizzata in fascicoli tematici, affrontano problemi specifici della codicologia).
- "Gazette du livre medieval”, fondata nel 1982, per stabilire un legame tra i codicologi, diffondere l'informazione relativa al manoscritto e stimolare il dibattito metodologico.

In Italia, ma non specificamente sull'argomento, si può citare:
- “Scrittura e civiltà”  diretta da Guglielmo Cavallo, Alessandro Pratesi e Armando Petrucci per affrontare il fenomeno scrittorio dal punto di vista storico.

Tra gli strumenti ausiliari sono poi da citare alcune raccolte di termini specialistici per aiutare gli studiosi, fra gli altri:
- Vocabulaire codicologique realizzato nel 1985 da Denis Muzerelle, in cui sono esaminati circa 2200 termini riguardanti:
  - supporti scrittori;
  - copisti e materiali per la scrittura;
  - fabbricazione del libro;
  - copia e testo;
  - decorazione;
  - legatura;
  - trasmissione e conservazione dei manoscritti;
- Terminologia del libro manoscritto di Marilena Maniaci.